# Calergi
I Calergi (talvolta anche Calerghi) furono una famiglia patrizia veneziana, annoverata fra le cosiddette Casade Novissime. 

## Storia
I Calergi furono un'antica famiglia d'origine greca.
Furono signori di alcuni feudi situati nel ducato di Candia; anticamente aggregati all'antico Consilium veneziano, ne furono esclusi dopo la serrata del Maggior Consiglio nel 1297. Successivamente, tuttavia, essendosi distinti per benemeriti nei confronti della Repubblica durante la vittoriosa guerra di Chioggia contro Genova, furono nuovamente cooptati nel patriziato e riammessi al Maggior Consiglio nel 1381.
Si estinsero nel 1668 con Marco Calergi.

## Luoghi e architetture
- Ca' Vendramin Calergi, a Cannaregio;
- Villa Grimani Vendramin Calergi Valmarana a Noventa Padovana;
- Villa Morosini Vendramin Calergi, a Fiesso Umbertiano;
- Villa Onigo Calergi Grimani Avogadro degli Azzoni, a Lanzago di Silea.